# Saison 2011-2012 du Tottenham Hotspur FC
Maillots
Chronologie
Saison précédente Saison suivante
La saison 2011-2012 du Tottenham Hotspur FC est la 20e saison du club en Premier League.
Cette saison fait suite à la saison 2010-2011 qui a vu Tottenham se hisser à la 5e place du championnat d'Angleterre et atteindre les quarts de finale de la Ligue des champions contre le Real Madrid.
Lors de cette saison, Tottenham lutte toute la saison pour une nouvelle qualification en Ligue des champions et termine à la 4e place du championnat d'Angleterre. Cependant, le club du nord de Londres ne valide pas son ticket pour la prestigieuse coupe d'Europe puisque Chelsea, 6e, remporte la compétition la même année contre le Bayern Munich et gagne le droit de participer à la place de Tottenham, qui est reversé en Ligue Europa.

## Championnat d'Angleterre 2011-2012

### Classement
| Rang | Équipe                | Pts | J  | G  | N  | P  | Bp | Bc | Diff |
| ---- | --------------------- | --- | -- | -- | -- | -- | -- | -- | ---- |
| 1    | Manchester City       | 89  | 38 | 28 | 5  | 5  | 93 | 29 | +64  |
| 2    | Manchester United T S | 89  | 38 | 28 | 5  | 5  | 89 | 33 | +56  |
| 3    | Arsenal               | 70  | 38 | 21 | 7  | 10 | 74 | 49 | +25  |
| 4    | Tottenham Hotspur     | 69  | 38 | 20 | 9  | 9  | 66 | 41 | +25  |
| 5    | Newcastle United      | 65  | 38 | 19 | 8  | 11 | 56 | 51 | +5   |
| 6    | Chelsea C C1          | 64  | 38 | 18 | 10 | 10 | 65 | 46 | +19  |
| 7    | Everton               | 56  | 38 | 15 | 11 | 12 | 50 | 40 | +10  |
| 8    | Liverpool L           | 52  | 38 | 14 | 10 | 14 | 47 | 40 | +7   |
| 9    | Fulham                | 52  | 38 | 14 | 10 | 14 | 48 | 51 | -3   |
| 10   | West Bromwich Albion  | 47  | 38 | 13 | 8  | 17 | 45 | 52 | -7   |
| 11   | Swansea City P        | 47  | 38 | 12 | 11 | 15 | 44 | 51 | -7   |
| 12   | Norwich City P        | 47  | 38 | 12 | 11 | 15 | 52 | 66 | -14  |
| 13   | Sunderland            | 45  | 38 | 11 | 12 | 15 | 45 | 46 | -1   |
| 14   | Stoke City            | 45  | 38 | 11 | 12 | 15 | 36 | 53 | -17  |
| 15   | Wigan Athletic        | 43  | 38 | 11 | 10 | 17 | 42 | 62 | -20  |
| 16   | Aston Villa           | 38  | 38 | 7  | 17 | 14 | 37 | 53 | -16  |
| 17   | Queens Park Rangers P | 37  | 38 | 10 | 7  | 21 | 43 | 66 | -23  |
| 18   | Bolton Wanderers      | 36  | 38 | 10 | 6  | 22 | 46 | 77 | -31  |
| 19   | Blackburn Rovers      | 31  | 38 | 8  | 7  | 23 | 48 | 78 | -30  |
| 20   | Wolverhampton         | 25  | 38 | 5  | 10 | 23 | 40 | 82 | -42  |

Qualifications européennes
- Ligue des champions 2012-2013

- 1er, 2e, 3e et C1 : phase de groupes

- Ligue Europa 2012-2013

- 4e  : phase de groupes
- 5e : tour de barrages
- L : 3e tour de qualification

Relégation
- 18e, 19e et 20e : relégation en Championship 2012-2013

Abréviations
T : Tenant du titre

C : Vainqueur de la FA Cup 2011-2012

L : Vainqueur de la Carling Cup 2011-2012

S : Vainqueur du Community Shield 2011

C1 : Vainqueur de la Ligue des champions de l'UEFA 2011-2012

P : Promus de Championship

### Résultats
| Date              | Journée | Adversaire              | Lieu | Score | Buteurs de Tottenham Hotspur                             | Class. | Public |
| ----------------- | ------- | ----------------------- | ---- | ----- | -------------------------------------------------------- | ------ | ------ |
| 22 août 2011      | 1       | Manchester United       | Ext. | 3 - 0 | -                                                        | 20e    | 75 498 |
| 28 août 2011      | 2       | Manchester City         | Dom. | 1 - 5 | Kaboul 68e                                               | 20e    | 36 150 |
| 10 septembre 2011 | 3       | Wolverhampton Wanderers | Ext. | 0 - 2 | Adebayor 67e, Defoe 80e                                  | 15e    | 25 274 |
| 18 septembre 2011 | 4       | Liverpool FC            | Dom. | 4 - 0 | Modrić 7e, Defoe 66e, Adebayor 68e 90+3e                 | 11e    | 36 129 |
| 24 septembre 2011 | 5       | Wigan Athletic          | Ext. | 1 - 2 | Van der Vaart 6e, Bale 23e                               | 6e     | 18 788 |
| 2 octobre 2011    | 6       | Arsenal FC              | Dom. | 2 - 1 | Van der Vaart 40e, Walker 73e                            | 6e     | 36 274 |
| 16 octobre 2011   | 7       | Newcastle United        | Ext. | 2 - 2 | Van der Vaart 40e (pen.), Defoe 68e                      | 6e     | 46 420 |
| 23 octobre 2011   | 8       | Blackburn Rovers        | Ext. | 1 - 2 | Van der Vaart 15e 53e                                    | 5e     | 22 786 |
| 30 octobre 2011   | 9       | Queens Park Rangers     | Dom. | 3 - 1 | Bale 20e 72e, Van der Vaart 33e                          | 5e     | 36 147 |
| 6 novembre 2011   | 10      | Fulham FC               | Ext. | 1 - 3 | Baird 10e (csc), Lennon 45+1e, Defoe 90+5e               | 5e     | 25 698 |
| 21 novembre 2011  | 11      | Aston Villa             | Dom. | 2 - 0 | Adebayor 14e 40e                                         | 3e     | 35 818 |
| 26 novembre 2011  | 12      | West Bromwich Albion    | Ext. | 1 - 3 | Adebayor 25e 90+3e, Defoe 81e                            | 3e     | 24 801 |
| 3 décembre 2011   | 13      | Bolton Wanderers        | Dom. | 3 - 0 | Bale 7e, Lennon 50e, Defoe 60e                           | 3e     | 35 896 |
| 11 décembre 2011  | 14      | Stoke City              | Ext. | 2 - 1 | Adebayor 62e (pen.)                                      | 4e     | 27 529 |
| 18 décembre 2011  | 15      | Sunderland              | Dom. | 1 - 0 | Pavlioutchenko 61e                                       | 3e     | 36 021 |
| 22 décembre 2011  | 16      | Chelsea FC              | Dom. | 1 - 1 | Adebayor 8e                                              | 3e     | 36 141 |
| 27 décembre 2011  | 17      | Norwich City            | Ext. | 0 - 2 | Bale 55e 67e                                             | 3e     | 26 806 |
| 31 décembre 2011  | 18      | Swansea City            | Ext. | 1 - 1 | Van der Vaart 44e                                        | 3e     | 20 393 |
| 3 janvier 2012    | 19      | West Bromwich Albion    | Dom. | 1 - 0 | Defoe 63e                                                | 3e     | 36 062 |
| 11 janvier 2012   | 20      | Everton FC              | Dom. | 2 - 0 | Lennon 35e, Assou-Ekotto 63e                             | 3e     | 36 132 |
| 14 janvier 2012   | 21      | Wolverhampton Wanderers | Dom. | 1 - 1 | Modrić 51e                                               | 3e     | 36 194 |
| 22 janvier 2012   | 22      | Manchester City         | Ext. | 3 - 2 | Defoe 60e, Bale 65e                                      | 3e     | 47 422 |
| 31 janvier 2012   | 23      | Wigan Athletic          | Dom. | 3 - 1 | Bale 29e 64e, Modrić 34e                                 | 3e     | 35 801 |
| 6 février 2012    | 24      | Liverpool FC            | Ext. | 0 - 0 | -                                                        | 3e     | 44 461 |
| 11 février 2012   | 25      | Newcastle United        | Dom. | 5 - 0 | Assou-Ekotto 4e, Saha 6e 20e, Kranjčar 34e, Adebayor 64e | 3e     | 36 176 |
| 25 février 2012   | 26      | Arsenal FC              | Ext. | 5 - 2 | Saha 4e, Adebayor 34e (pen.)                             | 3e     | 60 106 |
| 4 mars 2012       | 27      | Manchester United       | Dom. | 1 - 3 | Defoe 88e                                                | 3e     | 36 034 |
| 10 mars 2012      | 28      | Everton FC              | Ext. | 1 - 0 | -                                                        | 3e     | 34 992 |
| 21 mars 2012      | 29      | Stoke City              | Dom. | 1 - 1 | Van der Vaart 90+2e                                      | 4e     | 35 172 |
| 24 mars 2012      | 30      | Chelsea FC              | Ext. | 0 - 0 | -                                                        | 4e     | 41 830 |
| 1er avril 2012    | 31      | Swansea City            | Dom. | 3 - 1 | Van der Vaart 19e, Adebayor 73e 86e                      | 4e     | 36 174 |
| 7 avril 2012      | 32      | Sunderland              | Ext. | 0 - 0 | -                                                        | 4e     | 39 335 |
| 9 avril 2012      | 33      | Norwich City            | Dom. | 1 - 2 | Defoe 33e                                                | 4e     | 36 126 |
| 21 avril 2012     | 34      | Queens Park Rangers     | Ext. | 1 - 0 | -                                                        | 5e     | 18 021 |
| 29 avril 2012     | 35      | Blackburn Rovers        | Dom. | 2 - 0 | Van der Vaart 22e, Walker 75e                            | 4e     | 35 798 |
| 2 mai 2012        | 36      | Bolton Wanderers        | Ext. | 1 - 4 | Modrić 37e, Van der Vaart 60e, Adebayor 62e 69e          | 4e     | 22 349 |
| 6 mai 2012        | 37      | Aston Villa             | Ext. | 1 - 1 | Adebayor 62e (pen.)                                      | 4e     | 36 008 |
| 13 mai 2012       | 38      | Fulham FC               | Dom. | 2 - 0 | Adebayor 2e, Defoe 63e                                   | 4e     | 36 256 |

## Coupe d'Angleterre 2011-2012
| Date            | Match            | Adversaire       | Lieu    | Score         | Buteurs de Tottenham Hotspur                  | Public |
| --------------- | ---------------- | ---------------- | ------- | ------------- | --------------------------------------------- | ------ |
| 7 janvier 2012  | 3e tour          | Cheltenham Town  | Dom.    | 3 - 0         | Defoe 24e, Pavlioutchenko 43e, Dos Santos 87e | 35 672 |
| 27 janvier 2012 | 4e tour          | Watford FC       | Ext.    | 0 - 1         | Van der Vaart 42e                             | 15 384 |
| 19 février 2012 | 5e tour          | Stevenage FC     | Ext.    | 0 - 0         |                                               | 6 332  |
| 7 mars 2012     | 5e tour (replay) | Stevenage FC     | Dom.    | 3 - 1         | Defoe 26e 75e, Adebayor 55e (pen.)            | 35 757 |
| 17 mars 2012    | Quarts de finale | Bolton Wanderers | Dom.    | 1 - 1 (41') * | Walker 11e                                    | -      |
| 27 mars 2012    | Quarts de finale | Bolton Wanderers | Dom.    | 3 - 1         | Nelsen 74e, Bale 77e, Saha 90+4e              | 30 718 |
| 15 avril 2012   | Demi-finale      | Chelsea FC       | Wembley | 1 - 5         | Bale 56e                                      | 85 731 |

* Le match a été abandonné à la 41e minute car Fabrice Muamba, joueur de Bolton Wanderers, a fait un arrêt cardiaque.

## Coupe de la ligue anglaise de football 2011-2012
| Date              | Match   | Adversaire | Lieu | Score | Tirs au but | Public |
| ----------------- | ------- | ---------- | ---- | ----- | ----------- | ------ |
| 20 septembre 2011 | 3e tour | Stoke City | Ext. | 0 - 0 | 7 - 6       | 15 023 |

## Ligue Europa 2011-2012

### Phase de groupes

#### Groupe A
| Rang | Équipe          | Pts | J | G | N | P | Bp | Bc | Diff |  | Résultats (▼ dom., ► ext.) |     |     |     |     |
| ---- | --------------- | --- | - | - | - | - | -- | -- | ---- |  | -------------------------- | --- | --- | --- | --- |
| 1    | PAOK Salonique  | 12  | 6 | 3 | 3 | 0 | 10 | 6  | +4   |  | PAOK Salonique             |     | 1-1 | 0-0 | 2-1 |
| 2    | Rubin Kazan     | 11  | 6 | 3 | 2 | 1 | 11 | 5  | +6   |  | Rubin Kazan                | 2-2 |     | 1-0 | 4-1 |
| 3    | Tottenham       | 10  | 6 | 3 | 1 | 2 | 9  | 4  | +5   |  | Tottenham                  | 1-2 | 1-0 |     | 3-1 |
| 4    | Shamrock Rovers | 0   | 6 | 0 | 0 | 6 | 4  | 19 | -15  |  | Shamrock Rovers            | 1-3 | 0-3 | 0-4 |     |